# Glypta orientalis
Glypta orientalis är en stekelart som beskrevs av Joseph Augustine Cushman 1933. Glypta orientalis ingår i släktet Glypta och familjen brokparasitsteklar. Inga underarter finns listade i Catalogue of Life.